# Zwei in Paris
Zwei in Paris (Original: Antoine et Antoinette; deutsch auch: Antoine und Antoinette) ist eine als Schwarzweißfilm gedrehte romantische französische Filmkomödie des Regisseurs Jacques Becker aus dem Jahr 1947.

## Handlung
Der Film beginnt an einem Freitagabend, als Antoine, ein Arbeiter in einer Druckerei, und Antoinette, eine Angestellte eines Prisunic-Ladens auf den Champs-Elysées, kurz davor sind, Feierabend zu machen und nach Hause zu gehen. Antoinette ist attraktiv und den Nachstellungen eines zwielichtigen Lebensmittelhändlers ausgesetzt. Das Paar, geplagt von den Schwierigkeiten des harten täglichen Lebens in der Nachkriegszeit, streitet sich über Kleinigkeiten und versöhnt sich auf angenehmste Weise.
Antoine erfährt, dass ein von Antoinette gekaufte Lotterielos ein Gewinn ist; er wird endlich seine Träume verwirklichen und sich einen Beiwagen für sein Motorrad kaufen können. Es folgen einige Irrungen und Wirrungen, ein verlorenes und ein gefundenes Los, Klarstellungen beim Lebensmittelhändler, eine Bootsfahrt auf dem See im Bois de Boulogne, ein Fußballspiel im Parc des Princes, und schließlich fährt das Paar mit dem Motorrad (mit Beiwagen) davon.

## Produktion
Zwei in Paris kam am 31. Oktober 1947 in Frankreich und am 10. Juli 1948 in Deutschland in die Kinos.
Verleih in Frankreich bei Compagnie Parisienne de Location de Films.
Der Film wurde in den Studios de Saint-Maurice gedreht; Drehorte für die Außenaufnahmen waren in Paris im 8. Arrondissement (Avenue des Champs-Élysées, Rue d'Aguesseau, Rue de l'Élysée, Jardins des Champs-Élysées, Carré Marigny, Avenue Gabriel, Fontaine du Cirque), im 17. Arrondissement (Avenue de Saint-Ouen) und im 18. Arrondissement (Métro „La Fourche“).
Louis de Funès ist nicht im Abspann aufgeführt, aber er erscheint im Film als Emile, einem Gehilfen des Lebensmittelhändlers, bei 10’58” und sagt: „Il y a plus rien“ („es gibt nichts mehr“). Er spielt auch einen Gast bei der Hochzeitsfeier bei 1h11’8”, wo er keinen Text hat aber klatscht.

## Kritik
Der Film wurde nicht einhellig bejubelt.
Roger Boussinot, Journalist bei der der kommunistischen Partei Frankreichs nahestehenden Wochenzeitung Action, warf Becker vor, ein Arbeiterpaar porträtiert zu haben, dessen einfache Ideale die Bourgeoisie beruhigen sollten, und stellte den Realismus der Darstellung in Frage. Becker entgegnete in derselben Zeitung, dass es ihm im Gegenteil so vorkomme, als hätte Antoine einen Gewerkschaftsausweis bekommen müssen, während die damalige Filmzeitschrift L’Ecran français die Schauplätze, eine Druckerei und einen Prisunic-Laden unter die Lupe nahm, um die Authentizität der Darstellung zu überprüfen.
In Rezensionen finden einzelne Aspekte der filmischen Inszenierung der zugrunde liegenden Liebesgeschichte Beachtung. So betont Rouven Linnarz in film-rezensionen.de, wie viel Zeit Becker in die Darstellung der Beziehung Antoines und Antoinettes investiert. Durch ihre glaubhafte Chemie spielten Pigaut und Mafféi ein fast perfektes Eheglück, welches sich durch Emotionalität und Treue definiert, nicht aber über Wohlstand und Geld. Bezeichnend für ihre Beziehung sei Antoines Absicht, von dem Losgewinn ein Motorrad mit Beiwagen zu erwerben, damit er und Antoinette gemeinsam Ausflüge machen können. Richard Brody (The New Yorker) geht weiter, indem er „Beckers ekstatische, überwältigend intime Nahaufnahmen des Paares“ würdigt; sie „verbrennen die Alltagssorgen mit der blendenden Hitze erotischer Leidenschaft“, meint er.
Das aktuelle Fazit von cinema lautet: „Fast so schön wie sechs Richtige im Lotto.“

## Auszeichnungen
Zwei in Paris wurde bei den Internationalen Filmfestspielen von Cannes 1947 als „Bester psychologischer Film und Liebesfilm“ mit einer Goldenen Palme ausgezeichnet.